# Přeslech (signalizace)
Přeslech (anglicky crosstalk) je libovolný jev, při kterém signál přenášený jedním okruhem nebo kanálem přenosového systému nežádoucím způsobem ovlivňuje jiný okruh nebo kanál. Přeslech je obvykle způsoben nežádoucí kapacitní, induktivní nebo galvanickou vazbou mezi okruhy, částmi okruhu nebo kanálu.